# Jai Singh II

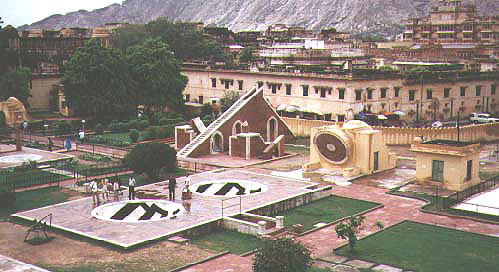
L'observatoire de Jaipur

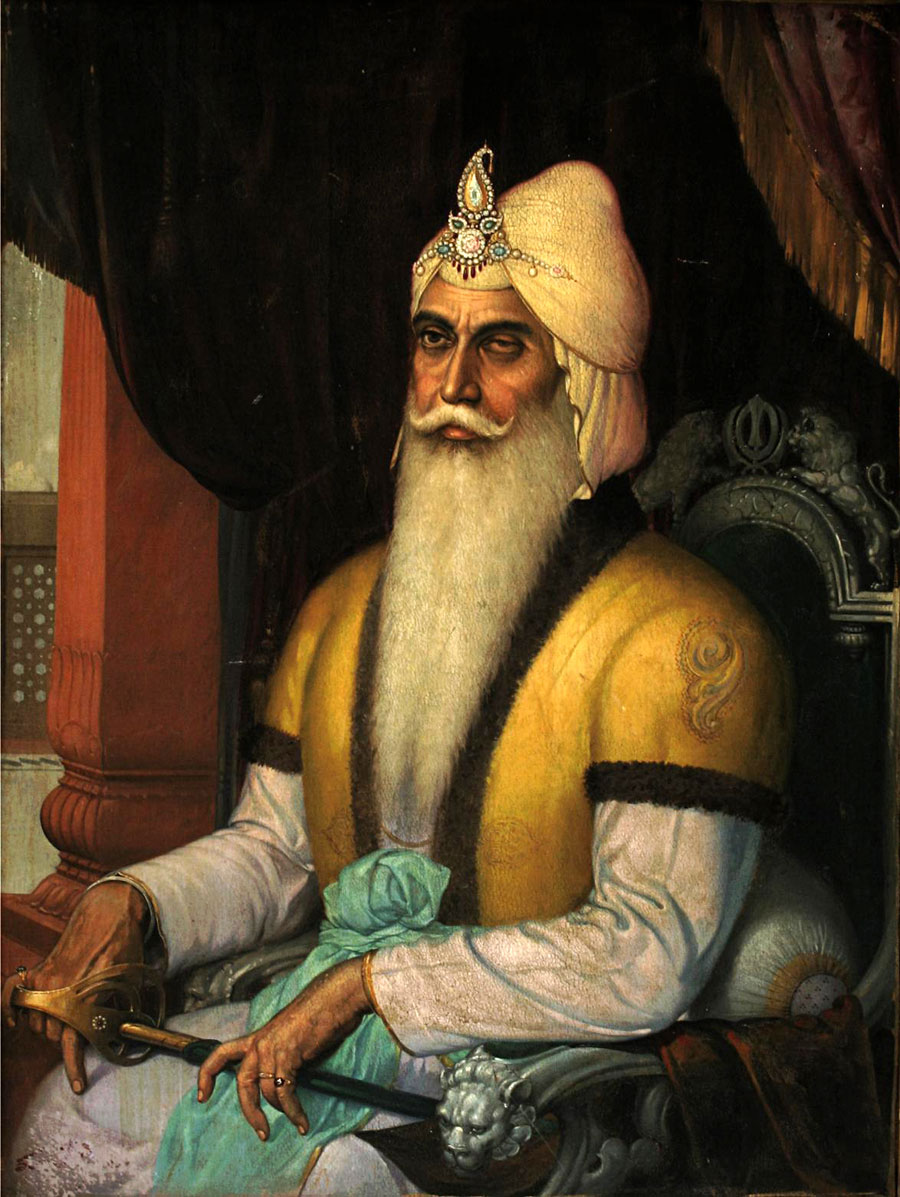
Le roi Jai Singh II.

Le mahârâja Sawâî Jai Singh II (3 novembre 1688 à Amber - 21 septembre 1743 à Jaipur) était le dirigeant du royaume d'Amber, alors capitale du clan râjput des Kachhwâwâ, traditionnel allié, du fait de sa position proche de Delhi et d'Âgrâ, de l'Empire moghol.
Il monte sur le trône en 1699 à l'âge de 11 ans, à la suite du décès de son père le mahârâja Bishen Singh. L'empereur moghol Aurangzeb lui accorde le titre de « sawâî » - littéralement celui qui vaut Un plus un Quart - autrement dit exceptionnel. Ce titre restera le privilège de ses descendants à partir de cette date.

## Biographie
Sawâî Jai Singh continue sa recherche de la connaissance tout le long de sa vie et étudie la religion, la philosophie, les arts, l'architecture, l'astronomie et l'astrologie. Il s'intéresse particulièrement aux astronomies des écoles hindoues, grecques, musulmanes et européennes. Il fait traduire en sanskrit (titre des traductions entre parenthèses) et étudie l'Almageste de Ptolémée (Siddhantasurikaustubha), les Tabulae astronomicae, Ludovici Magni jussu et munificentia exaratae (Mithiajeevachayyasurnidu) de Philippe de La Hire, l’Historia coelestis Britannica de John Flamsteed, les Principia de Newton, les Éléments d'Euclide et les zij d'Oulugh Beg, (Turusurni) qu'il recalcule aussi bien que les chefs-d'œuvre d'Âryabhata, de Varahamihira, de Brahmagupta et de Bhāskarācārya.
En 1719, il est témoin d'une discussion animée à la cour de l'empereur moghol Muhammad Shâh à propos des calculs astronomiques à effectuer pour déterminer une date propice pour le début d'un voyage de l'empereur. Ces calculs jouent en effet un rôle important dans une partie de la vie quotidienne du monde indien, tant pour la détermination des dates des fêtes hindoues et/ou musulmanes que celles des dates propices à un certain nombre d'évènements.
Jai Singh décide qu'un effort important est à faire pour le développement de l'astronomie dans l'Empire et planifie la construction de grands observatoires astronomiques, les yantra, dans cinq villes de l'Inde du Nord : Delhi, Jaipur, Mathurâ, Ujjain et Vârânasî.
Dès 1724, le premier observatoire est terminé à Delhi. Aujourd'hui, celui de Mathurâ a disparu, celui de Vârânasî est incomplet mais les autres, en particulier celui de Jaipur, sont des groupes de monuments qui méritent la visite pour le gigantisme de leurs instruments, d'une précision sans égale à l'époque.
Mis en contact avec les jésuites il obtient que certains de leurs astronomes lui soient envoyés. En 1728 Emmanuel de Figueredo lui rapporte d'Europe les Tables astronomiques de Philippe de La Hire. Non satisfait des services de Claude Boudier (1686-1757) et Jean-Baptiste Pons, deux jésuites français de Chandernagor, il obtient en 1737 l'assistance de deux Bavarois envoyés spécialement de Rome, les pères Gabelsberger et Andreas Strobl (1703-1758).
Muhammad Shâh le nomme gouverneur du Mâlvâ en 1732, une province qu'il cède aux Marathes deux ans plus tard avec l'accord de l'empereur moghol.
L'autre grand projet de Jai Singh est le déplacement de sa capitale d'Amber à la cité nouvelle de Jaipur - littéralement la ville (pur), de la victoire (jai) - dont la construction se déroule en 1727-1728. Jai Singh est considéré comme un des râjas « modernes » à avoir suivi quelques rituels védiques dont l'ashvamedha.